# 명예 혁명 (스페인)
영광스러운 혁명(스페인어: la Gloriosa 또는 la Septembrina)은 1868년 스페인에서 일어났으며, 그 결과 이사벨 2세 여왕이 퇴위했다. 혁명의 성공은 임시정부의 수립과 함께 민주 6년의 시작을 알렸다.

## 배경

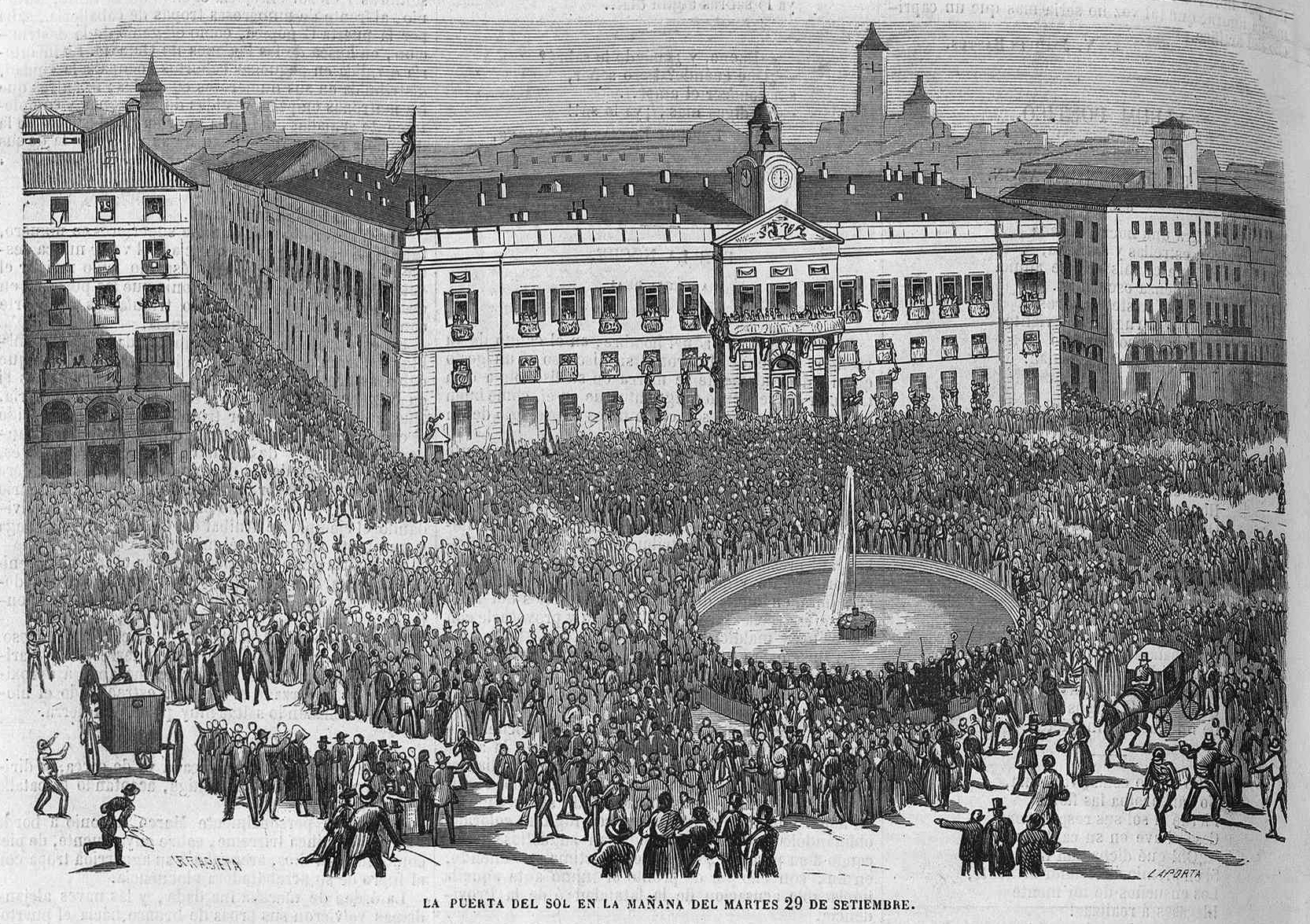
1868년 9월 29일 푸에르타 델 솔.

영광스러운 혁명 이전에, 인기가 없는 이사벨 여왕을 전복시키려는 수많은 시도가 실패했으며, 그 중 가장 주목할 만한 것은 1854년과 1861년이었다. 1866년 후안 프림 장군이 이끌었던 반란과 마드리드의 산 힐 병영에서 일어난 하사관들의 반란은 스페인 자유주의자들과 공화주의자들에게 제대로 이끌기만 하면 활용될 수 있는 심각한 불안이 있음을 알리는 신호가 되었다. 해외로 망명한 자유주의자들과 공화주의자들은 1866년 오스텐더와 1867년 브뤼셀에서 협정을 맺었다. 이 협정들은 주요 봉기의 틀을 마련했는데, 이번에는 단순히 총리를 자유주의자로 교체하는 것이 아니라틀:Elucidate, 스페인 자유주의자들과 공화주의자들이 스페인 문제의 근원이라고 보기 시작한 이사벨 여왕을 전복시키는 것이었다.
자유주의자와 보수주의 진영 사이를 끊임없이 오가는 그녀의 태도는 1868년경에는 온건파, 진보파, 자유 연합 회원들을 격분시켰다. 그녀의 정부에 대한 반대는 당파를 초월하여 발전했다. 1867년 레오폴도 오도넬의 사망은 자유 연합을 와해시켰다. 처음에 당파를 초월하여 당을 만들었던 많은 지지자들이 이사벨을 보다 효과적인 정권으로 교체하려는 움직임에 동참했다.

## 혁명

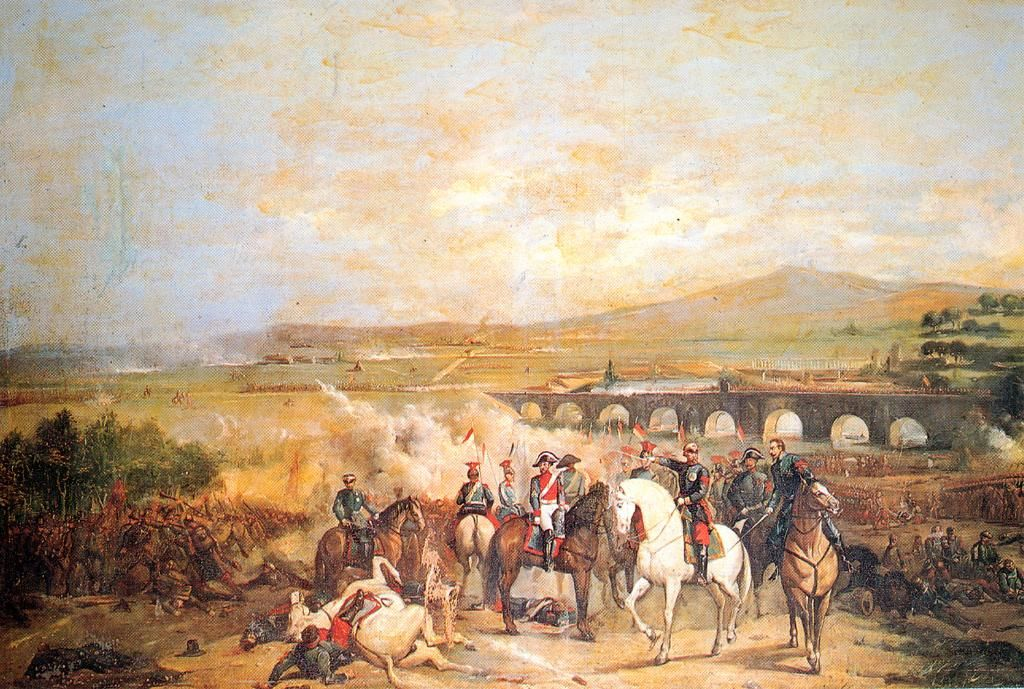
1868년 9월 28일 알콜레아 전투

1868년 9월, 후안 바우티스타 토페테 제독 휘하의 해군 병력이 카디스에서 반란을 일으켰다. 이 도시는 반세기 전에 라파엘 델 리에고가 이사벨의 아버지인 페르난도 7세에 대항하여 쿠데타를 일으켰던 곳이다.
프림 장군과 프란시스코 세라노 장군이 정부를 비난했을 때, 군대의 많은 부분이 스페인에 도착한 혁명군 장군들에게 가담했다. 여왕은 알콜레아 전투에서 잠시 무력을 과시했으나, 마누엘 파비아 휘하의 충성스러운 온건파 장군들이 세라노 장군에게 패배했다.
1868년, 이사벨 여왕은 프랑스로 건너가 스페인 정치에서 은퇴했다. 그녀는 1904년 사망할 때까지 파리 (프랑스)의 카스티야 궁전에서 망명 생활을 했다.

## 영향

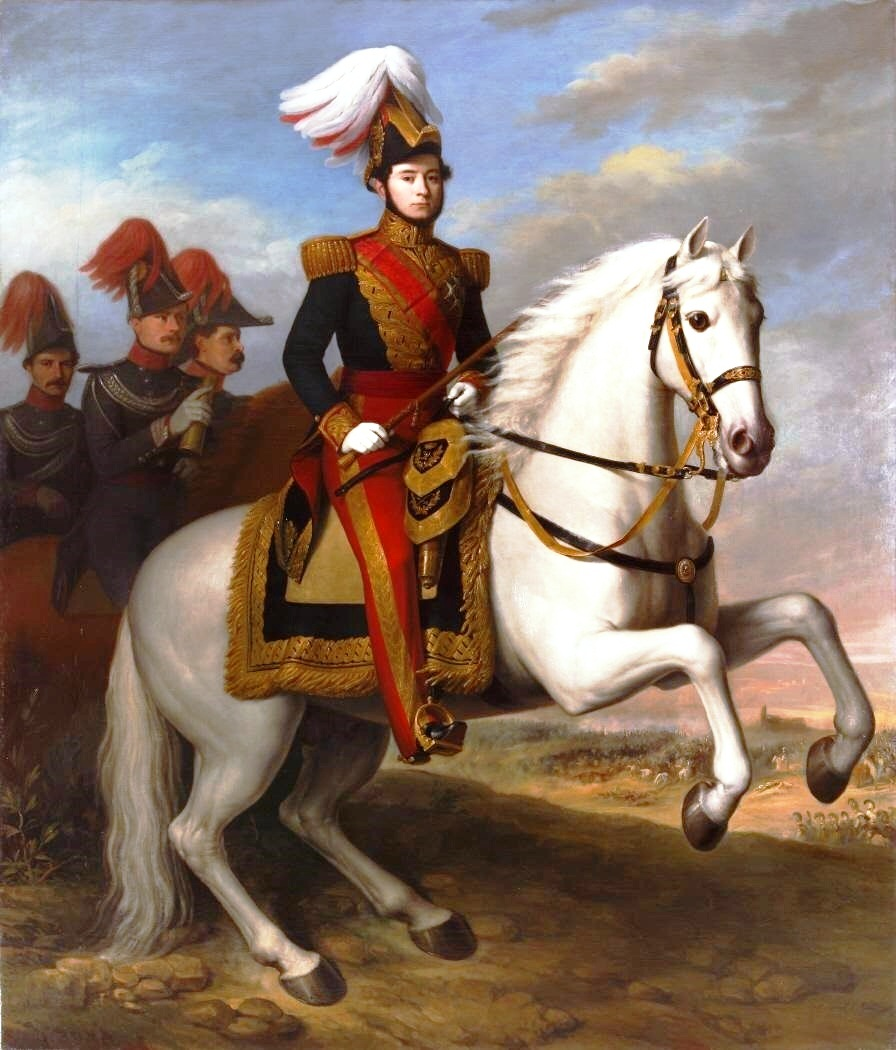
이사벨 2세 여왕에 대항한 1868년 혁명의 주역인 후안 프림 장군.

스페인 정부를 전복시킨 혁명 정신에는 방향이 부족했다. 자유주의자, 온건파, 공화주의자 연합은 이사벨 시대보다 더 나은 정부를 만들라는 엄청난 과제에 직면했다. 정부의 통제권은 발도메로 에스파르테로의 독재에 대항한 혁명의 주역인 프란시스코 세라노에게 넘어갔다. 코르테스는 처음에는 공화국 개념을 거부했다. 세라노는 섭정으로 임명되었고, 나라를 이끌 적합한 군주를 찾기 시작했다. 1869년, 코르테스는 스페인에서 1812년 이후 최초의 자유 헌법을 작성하고 공포했다.

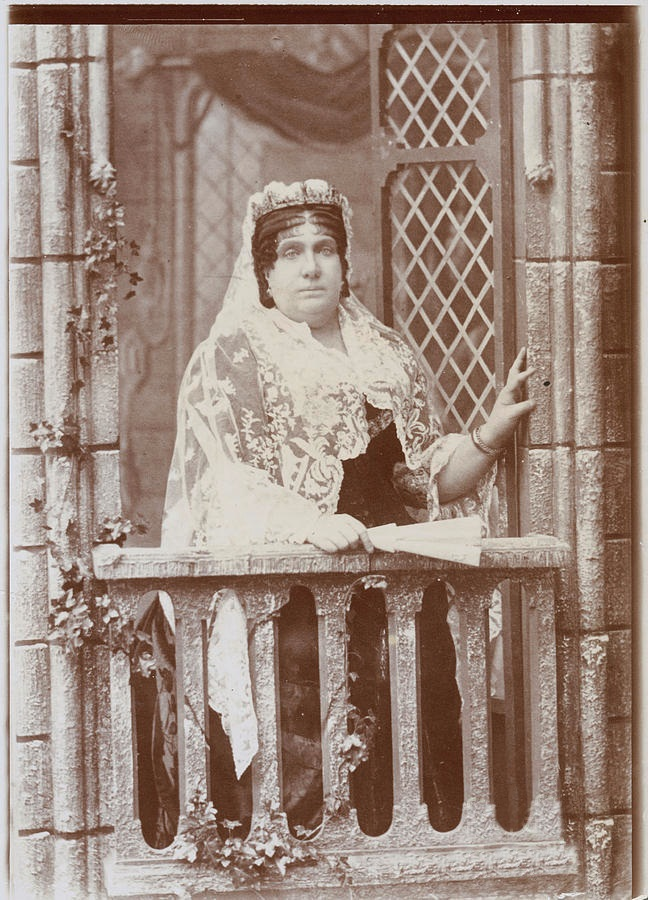
파리 (프랑스) 망명 중인 이사벨 2세 여왕.

적합한 왕을 찾는 일은 코르테스에게 문제가 되었다. 공화주의자들은 군주가 유능하고 헌법을 준수한다면 대부분 군주를 받아들일 의향이 있었다. 이사벨리나 정부에 대한 오랜 반항자였던 프림은 1869년에 섭정으로 임명되었다. 나이든 에스파르테로는 진보파 사이에서 여전히 상당한 영향력을 가지고 있었기 때문에 한 가지 선택지로 거론되었다. 그가 왕으로 지명되는 것을 거부했음에도 불구하고, 그는 최종 투표에서 대관을 위해 8표를 받았다. 많은 이들이 이사벨의 어린 아들 알폰소(미래의 알폰소 12세)를 제안했지만, 다른 이들은 그가 어머니에게 지배당하고 그녀의 결점을 물려받을 것이라고 생각했다. 이웃 포르투갈의 전 섭정인 작센코부르크의 페르디난트도 가끔 가능성으로 언급되었다. 정치인들은 호엔촐레른-지크마링겐의 레오폴트 왕자에게 제안을 하는 것이 프로이센-프랑스 전쟁을 촉발할까봐 우려했다.

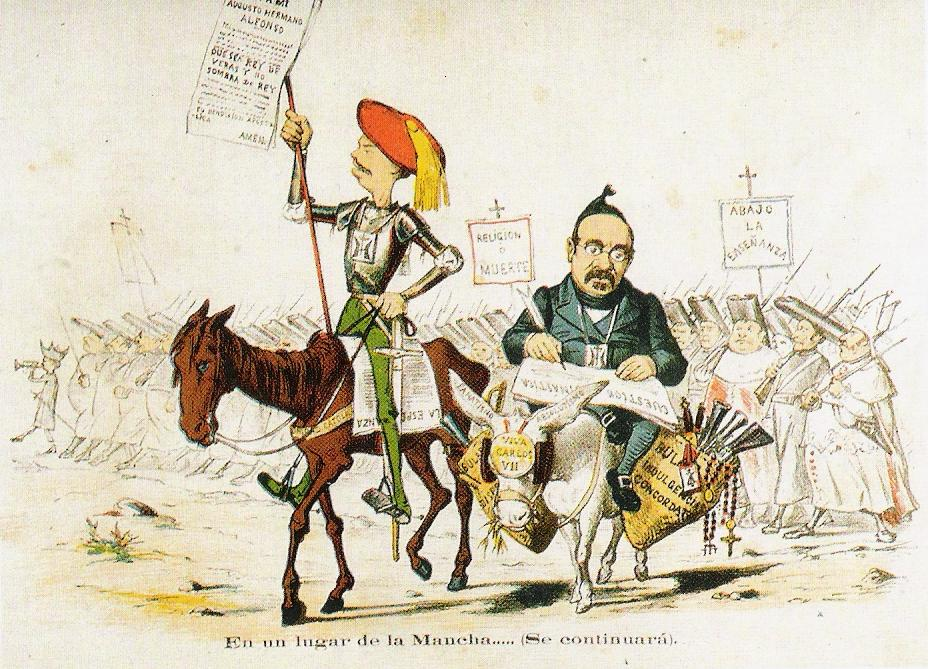
칼리스타들을 풍자한 삽화 (1869년)

1870년 8월, 그들은 이탈리아 왕자인 사보이아의 아마데오를 선택했다. 비토리오 에마누엘레 2세의 어린 아들인 아마데오는 독일이나 프랑스 왕위 계승자가 가져올 문제성 있는 정치적 부담이 적었으며, 그의 자유주의적 신념은 강했다. 그는 1870년 11월 3일 아마데오 1세로 왕위에 올랐다.
그는 11월 27일 카르타헤나에 상륙했는데, 그날은 후안 프림이 코르테스를 떠나던 중 암살당한 날이었다. 아마데오는 장군의 시신 앞에서 스페인 헌법을 수호하겠다고 맹세했다. 그는 2년 동안 재위했고, 그 후 정당들은 제1 스페인 공화국을 수립했다. 그것 또한 2년 동안 지속되었다. 어떤 정치 세력도 이사벨을 복위시키려 하지 않았다. 대신, 1875년 코르테스는 이사벨의 아들을 알폰소 12세 왕으로 선포했다.

## 같이 보기
- 스페인의 역사 (1808년-1874년)
- 산드허스트 선언